# 시베리아 트랩

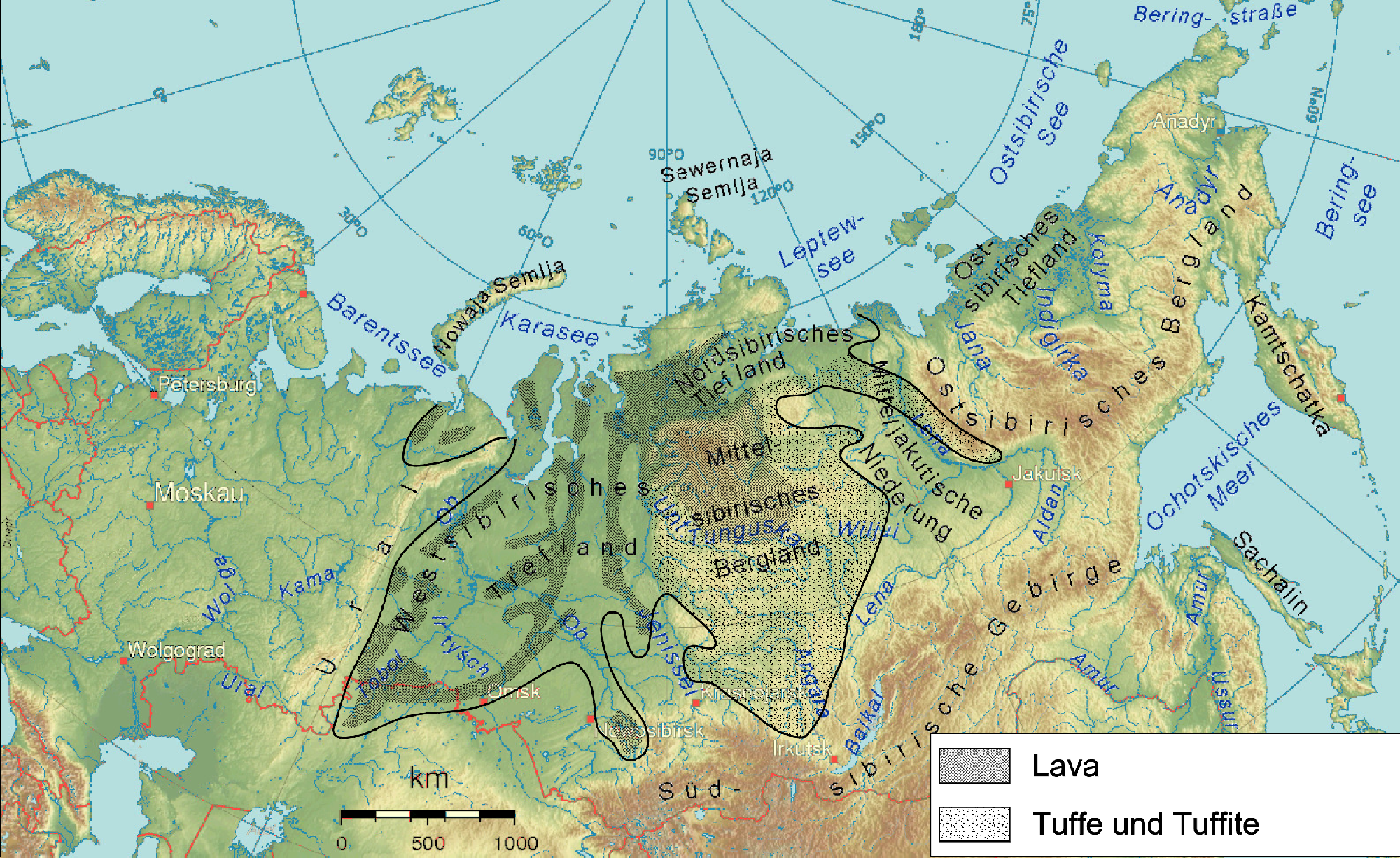
시베리아 트렙의 범위.

시베리아 트랩(Siberian Traps)은 시베리아, 즉 러시아에 펼쳐진 초거대 현무암질 용암대지이다. 이곳은 거의 러시아 전역에 펼쳐져 있는데, 과거 엄청난 양의 용암과 화산재를 지표면에 뿌렸다고 한다. 그런데 이 화산의 분화 시기와 페름기-트라이아스기 대량절멸 시기와 거의 동일하다는 연구 결과가 나와, 이 시베리아 트랩이 대멸종의 장본인이라는 주장이 나왔다. 
과거 2억 5천 1백만년 전, 즉 고생대 페름기에 발생한 분화는 라가리타 칼데라의 초대형 화산 폭발보다 훨씬 더 강력했다고 한다. 이 당시 사라진 생명체의 비율은 무려 95%이다. 화산으로 인한 
지구 최대의 멸종 사태나 지구 생명체가 겪은 사상 최대의 멸종 사태라고 보면 된다.

## 위치
이런 거대한 초화산 용암대지는 러시아 우랄산맥 동쪽에 존재하는데, 북쪽의 타이미르반도에도 걸쳐 있다. 타이미르반도의 용암 대지는 모두 이 화산에 의한 것이었다. 

## 분화
이 화산의 분화는 지구에 존재하는 슈퍼화산의 분화보다도 더더욱 강했다고 하는데, 지구 생명체의 95%가 사라졌다고 하면 사상 최대의 화산 폭발로 꼽힌다. 분화는 약 100만년 동안이나 지속되었다고 한다. 이 때 생명체들이 독한 화산 가스, 화산재, 용암의 위협을 견뎌내지 못하고 거의 모두 멸종되었다고 한다.

## 같이 보기
- 데칸 트랩
- 어메이산 트랩
- 데본기 말기 대량절멸